# 戸田忠男 (剣道家)
戸田 忠男（とだ ただお、1939年〈昭和14年〉2月4日 - 2016年〈平成28年〉12月22日）は、日本の剣道家。剣道範士八段。昭和37年と39年に全日本選手権を制した。
日本の二刀流の第一人者としても知られる。

## 経歴
1939年（昭和14年）、滋賀県生まれ。6歳で終戦を経験し、中学3年まで学校武道が禁止された中で育つ。
インターハイが復活した1954年（昭和29年）に大阪の今宮高校に進学。1955年、1956年と続けてインターハイに出場し、近畿大会では個人団体ともに優勝した。
慶應義塾大学法学部政治学科に進学後、当時剣道部師範をしていた中野八十二から指導を受け、上段を構えるようになる。在学中は日本一になれなかったが、卒業した年に戸田の後輩たちが全日本学生大会で初優勝を果たした。
1961年（昭和36年）、東洋レーヨン株式会社に入社。同年、滋賀県代表として全日本選手権に初出場。その後1962年優勝、1963年準優勝、1964年優勝と快進撃を続け、史上2人目となる2度目の優勝を果たした。その後、戸田の優勝を嚆矢として、千葉仁、川添哲夫などの上段選手が台頭し、日本剣道界に一大上段ブームが訪れた。
1970年（昭和45年）、第1回世界剣道選手権大会に日本代表として出場。準優勝を果たし世界2位になる。
平成初期には二刀流の研究を開始し、二刀流にて剣道八段審査を合格。史上二人目となる二刀流八段になる。
2010年（平成22年）5月、剣道範士を授与。
2016年（平成28年）12月死去。通夜、告別式は高輪の高野山東京別院にて執り行われた。

## 戦績

### 世界剣道選手権大会

#### 団体
- 第1回（昭和45年）　優勝（日本）

#### 個人
- 第1回（昭和45年）　準優勝

### 全日本剣道選手権大会
- 第9回（昭和36年）　ベスト8
- 第10回（昭和37年）　優勝
- 第11回（昭和38年）　準優勝
- 第12回（昭和39年）　優勝

### 全日本実業団選手権大会
- 第4回（昭和36年）　優勝（東レ滋賀）
- 第5回（昭和37年）　準優勝（東レ滋賀）
- 第7回（昭和39年）　優勝（東レ滋賀）
- 第9回（昭和41年）　3位（東レ滋賀）
- 第11回（昭和43年）　優勝（東レ滋賀）
- 第20回（昭和52年）　3位（東レ滋賀）

## 人物
晩年の二刀流時代は、正二刀の構え（右手に大刀・左手に小刀。左足前）ではなく、逆二刀の構え（右手に小刀・左手に大刀。右足前）をとった。ただし、一般的な左上段の構えの足運びとなる、左足前の逆二刀の構えである。